# Diócesis de Danlí
La diócesis de Danlí (en latín: Dioecesis Danliensis) es una circunscripción eclesiástica de la Iglesia católica en Honduras. Se trata de una diócesis latina, sufragánea de la arquidiócesis de Tegucigalpa. Desde el 2 de enero de 2017 su obispo es José Antonio Canales Motiño.

## Territorio y organización
La diócesis tiene 7489 km² y extiende su jurisdicción sobre los fieles católicos de rito latino residentes en el departamento de El Paraíso.
La sede de la diócesis se encuentra en la ciudad de Danlí, en donde se halla la Catedral de la Inmaculada Concepción.
En 2021 en la diócesis existían 11 parroquias.

## Historia
La diócesis fue erigida el 2 de enero de 2017 con la bula Insita humanae del papa Francisco obteniendo el territorio de la arquidiócesis de Tegucigalpa.

## Estadísticas
Según el Anuario Pontificio 2022 la diócesis tenía a fines de 2021 un total de 415 480 fieles bautizados.
| Año                                                                             | Población            | Población | Población      | Sacerdotes | Sacerdotes    | Sacerdotes    | Bautizados por sacerdote | Diáconos permanentes | Religiosos | Religiosos | Parroquias |
| Año                                                                             | Bautizados católicos | Total     | % de católicos | Total      | Clero secular | Clero regular | Bautizados por sacerdote | Diáconos permanentes | Varones    | Mujeres    | Parroquias |
| ------------------------------------------------------------------------------- | -------------------- | --------- | -------------- | ---------- | ------------- | ------------- | ------------------------ | -------------------- | ---------- | ---------- | ---------- |
| 2017                                                                            | 289 000              | 444 507   | 65.0           | 18         | 13            | 5             | 16 055                   |                      | 7          | 24         | 11         |
| 2019                                                                            | 372 800              | 466 300   | 79.9           | 20         | 10            | 10            | 18 640                   |                      | 10         | 35         | 11         |
| 2021                                                                            | 415 480              | 502 944   | 82.6           | 21         | 11            | 10            | 19 784                   |                      | 12         | 31         | 11         |
| Fuente: Catholic-Hierarchy, que a su vez toma los datos del Anuario Pontificio. |                      |           |                |            |               |               |                          |                      |            |            |            |

## Episcopologio
- José Antonio Canales Motiño, desde el 2 de enero de 2017